# Francisco de Paula Sanz
Francisco de Paula Sanz, nacido como Francisco de Paula Sanz y Espinosa de los Monteros Martínez y Soler (Málaga, España, julio de 1745 - Potosí, Charcas, 15 de diciembre de 1810) fue un funcionario español de fines del siglo XVIII y comienzos del XIX, uno de los más destacados y polémicos administradores en la historia del Virreinato del Río de la Plata, y en particular en la Real Audiencia de Charcas.

## Biografía hasta los cargos gubernamentales

### Origen familiar y primeros años
Francisco de Paula Sanz y Espinosa de los Monteros Martínez y Soler nació según algunos autores en España, más precisamente en la ciudad de Málaga según obra en el Expediente de pruebas del caballero de la orden de Carlos III, y fue bautizado el 5 de julio de 1745 en la iglesia de los Santos Mártires de esa ciudad.
En el expediente referido, consta que fue hijo de José Sanz (n. Orihuela, ca. 1715) —cuyo padre era Lorenzo Sanz y Josefa Martínez— y de María Manuela Espinosa de los Monteros (n. Alicante, ca. 1725) —cuyos progenitores fueran Tomás Espinosa de los Monteros y María Manuela Soler— aunque buena parte de la bibliografía menciona que era «bastardo de estirpe real», e incluso que era hijo bastardo de Carlos III de España y de una princesa napolitana.

### Director de la Renta del Tabaco (1777-1783)

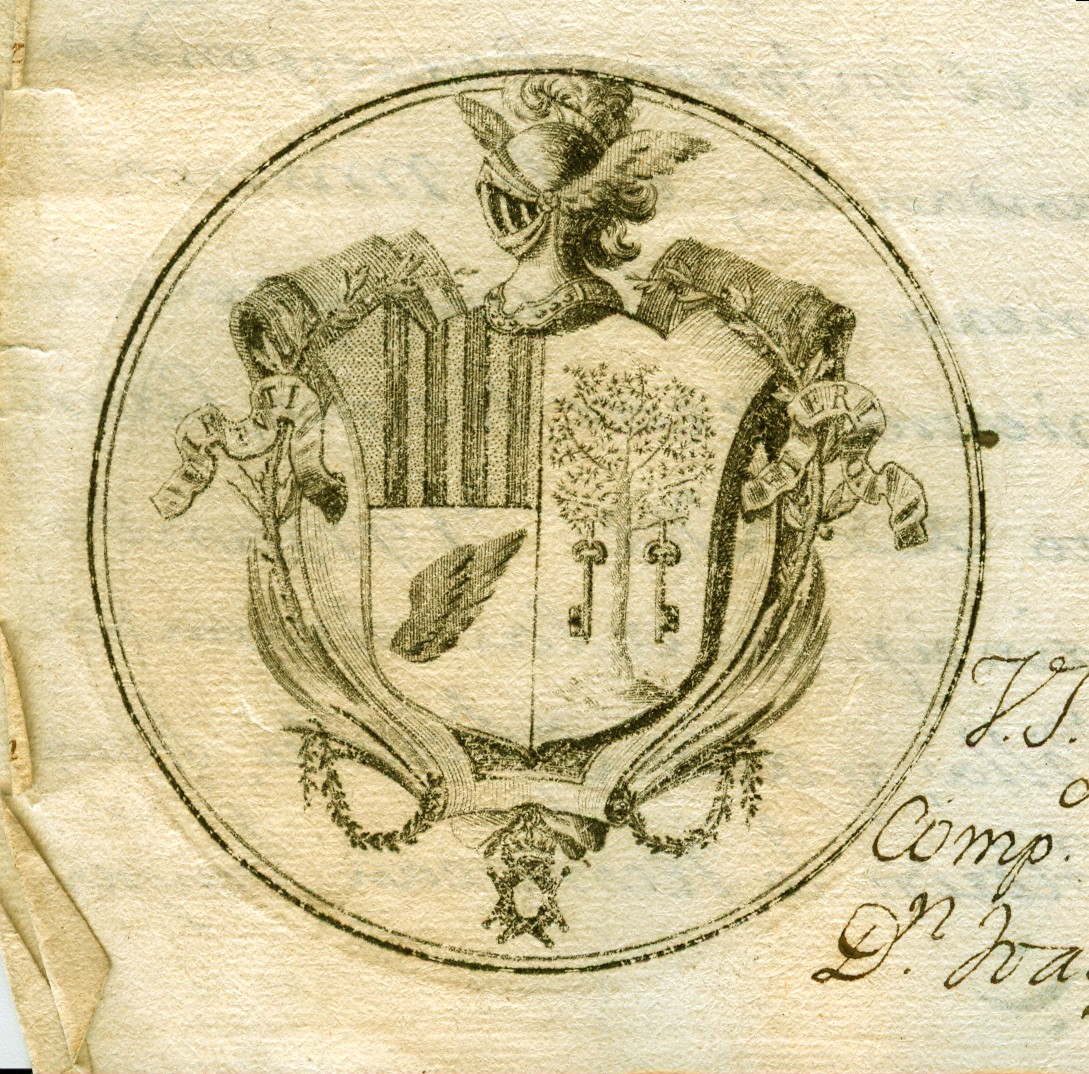
Escudo nobiliario de Francisco de Paula Sanz. Archivo Histórico de la Casa Nacional de Moneda, Potosí.

El 31 de octubre de 1777 Sanz fue designado director de la Renta del Tabaco del nuevo Virreinato del Río de la Plata por decisión de su protector José de Gálvez, Ministro de Indias del rey Carlos III de España.
El 3 de marzo se dictaron en El Pardo las instrucciones generales y particulares para la misión de Sanz: incluía indicaciones para la erección de la Renta del Tabaco en aquellos lugares donde nunca había existido y para su arreglo en aquellos donde se habían instalado ya administraciones, así como referidas al reconocimiento que debía practicar en las provincias americanas.
En abril de 1778 la expedición llamada "del tabaco" partió de Cádiz rumbo a la ciudad de Buenos Aires, previa escala en Montevideo, conducida en las fragatas Carmen y Aurora. Lo acompañaban entre otros el oficial mayor de la contaduría, Antonio Marín; el oficial 3°, Antonio de Cárdenas; el "Fiel Interventor" de la administración de Buenos Aires, Rufino de Cárdenas y el administrador de Montevideo, José Álvarez de Toledo, todos con sus familias.
Tras tomar conocimiento de la situación en la capital del Virreinato del Río de la Plata, el 21 de enero de 1779 inició un primer viaje a las provincias litorales visitando todos los poblados de alguna importancia, entre ellos: Rosario, Coronda, Santa Fe, pasando luego a la Bajada del Paraná, Corrientes, Asunción del Paraguay y a los pueblos de las Misiones, retornando finalmente a Buenos Aires, medio año después de la partida.
Al poco tiempo, el 7 de diciembre de 1779, inició una segunda visita, esta vez a las restantes provincias, acompañado por los amanuenses Diego Siochan y Mayorga y Francisco de Paula Saubidet y escoltado por cuatro soldados y un cabo de Dragones.
A lo largo de un año y medio visitó Córdoba, Santiago del Estero, Tucumán, Catamarca, La Rioja y Mendoza, cruzó la Cordillera de los Andes y visitó Santiago de Chile, Valparaíso y Arica, pasando después a las provincias Charcas incluida la zona forestal de Santa Cruz de la Sierra, regresando luego a Córdoba y Buenos Aires el 25 de mayo de 1781.
Durante sus viajes obtuvo "un conocimiento directo de las Provincias rioplatenses que muy pocos agentes de la Corona tuvieron". Su labor en la Dirección de la Renta del Tabaco el 23 de abril de 1780 le valió la distinción de caballero supernumerario de la Orden de Carlos III.

## Gobernador intendente de Buenos Aires (1783-1788)

### Nombramiento como superintendente bajo el virrey Vértiz
El 1º de julio de 1783 Francisco de Paula Sanz juró como intendente del Ejército y Real Hacienda del Virreinato, y el 29 de noviembre de ese año era reconocido por el Cabildo de Buenos Aires como primer superintendente o gobernador intendente de Buenos Aires.
Con el virrey Juan José de Vértiz y Salcedo, Sanz mantuvo una excelente relación y buena parte de las obras progresistas que se le atribuyen a aquel fueron ideadas, impulsadas y ejecutadas por Sanz. Tanto el empedrado de las calles y la nivelación de la Plaza Mayor, el arreglo de los frentes de las casas y el alumbrado en la vía pública, el saneamiento de las Barracas y las mejoras en el abastecimiento de agua potable,[cita requerida] el abasto de la ciudad entre otras cuestiones urbanas fueron temas de estudio y mejoras por parte de Sanz con el apoyo pleno del virrey. Fue también el responsable de ubicar la Aduana de Buenos Aires en un edificio apropiado a su función y de impulsar la creación del Consulado de Buenos Aires.[cita requerida]
En 1784, a raíz de la solicitud por parte del rey Carlos III de un informe acerca del estado de las reducciones de los indios guaraníes, Sanz requirió a la gobernación de las Misiones Guaraníes los antecedentes necesarios para elaborar el informe, que elevó al monarca ese mismo año. Abundando en lo solicitado, ordenó y adjunto un censo completo de los bienes de los pueblos guaraníes, así como mapas de los sitios y sus jurisdicciones.

### Superintendencia bajo el virrey Del Campo
En marzo de 1784 se hizo cargo del virreinato Nicolás del Campo y Rodríguez de Salamanca, marqués de Loreto. Si bien la actividad de Sanz continuó, la relación con el nuevo gobernante fue conflictiva. Desde este año hasta 1788 había ejercido el puesto de hermano mayor de la Hermandad de la Caridad.
El 17 de septiembre de 1785 redactó el Reglamento Interno que ha de observarse por la ciudad de Buenos Ayres y la Junta Municipal de Propios y Arbitrios de ella, en el gobierno y administración de estos ramos y en el pago de los salarios y gastos que ha de satisfacer de sus caudales, el cual mereció dictamen favorable del fiscal de la Real Audiencia.
Sanz apoyó la pesca en las costas patagónicas (ballena, bacalao y sardina) y fue sobre la base de sus informes favorables que el virrey Loreto otorgó los permisos correspondientes.
Durante 1787 mantuvo un entredicho con el Cabildo por la duración del mandato del alcalde de primer voto, que Sanz estimaba debía ser de dos años en vez de uno de acuerdo a la Real Ordenanza de Intendentes. El Cabildo, con el apoyo de la Real Audiencia y del virrey obtuvo finalmente la concesión real de mantener mandatos de un año para un cargo que consideraban en extremo gravoso.
Durante su mandato Sanz se caracterizó por su "sentido práctico y afán progresista, a pesar de que le faltó una mayor libertad de acción para poder actuar conforme a su vocación emprendedora", especialmente durante el mandato del Marqués de Loreto.
Coincidió con Loreto en tanto empeñoso defensor de la salazón y exportación de carnes vacunas e impulsó la industria del curtido y trabajo de pieles en Salta.
Respecto de la represión del contrabando en las riberas del Río de la Plata, su actuación no fue tan clara y fue sospechado de recibir "préstamos" de los implicados para solventar una vida muy acomodada.

### Fin del mandato por fusión de su cargo con el de virrey
En 1788 accedió al trono el rey Carlos IV de España. Las nuevas autoridades resolvieron que el cargo de superintendente general de Buenos Aires fuera asumido por el virrey, con lo que Sanz dejó el puesto. En el juicio de residencia que se le siguió, tomado por Martín José de Asco y Arostegui, gobernador electo de la provincia de Huarochirí, no se le formuló cargo alguno.

## Gobernador intendente de Potosí (1788-1810)

### Nombramiento en el cargo
Resuelto sin inconvenientes el juicio de residencia el mismo año de 1788, Francisco de Paula Sanz fue nombrado Gobernador intendente de Potosí en reemplazo de Juan del Pino Manrique de Lara.
Se destacó por su decidido apoyo a las obras de caridad y casas de misericordia durante su mandato y sus medidas para favorecer la actividad de las misiones, pero fue la cuestión de las minas y el trabajo de mita lo que caracterizaron su larga gestión en Potosí.

### Las minas y la mita

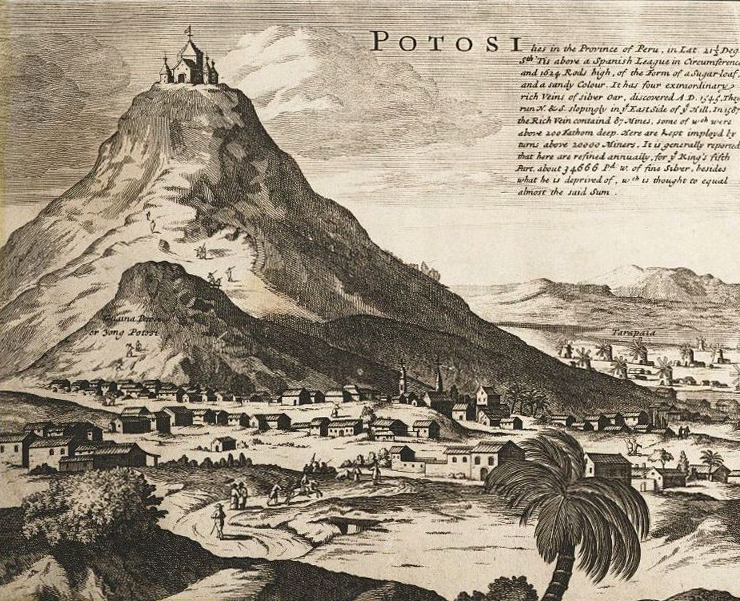
Un dibujo del Cerro Rico de Potosí, hecho hacia 1715.

La producción de plata, principal recurso de la ciudad de Potosí, había llegado a su punto máximo alrededor del año 1650, momento en el cual las vetas empezaron a agotarse, por lo que la población inició un lento y constante declive: para 1750 se había reducido a 70.000 habitantes y para 1780 a solo 35.000.
Pero el agotamiento de algunas de las vetas principales y la inundación de otras no era el único inconveniente.
Las empresas mineras potosinas de la época, a diferencia de los restantes centros productores de Hispanoamérica, se caracterizaban por una estructura tripartita de dueños de los "ingenios" que procesaban el mineral, sus arrendatarios y los trabajadores, básicamente mitayos.
Mientras por un lado el número de ingenios existentes se mantenía estable, por otro la demanda para su explotación aumentaba constantemente. Así, los dueños disfrutaban de una renta creciente y desalentaban toda innovación mientras que los arrendatarios veían sus márgenes de ganancia constantemente reducidos, difícilmente podían formar capital como para mejorar sus técnicas y aunque lo hicieran carecían de certeza alguna de mantener la explotación a largo o incluso mediano plazo.
En cuanto al azogue, antigua denominación del mercurio, que era uno de los principales insumos para separar la plata del mineral, su consumo era elevado y su disponibilidad escasa, lo que se veía agravado por las restricciones y especulación que afectaban su comercio.
Finalmente, la minería potosina se basaba en la explotación del trabajo indígena y la provisión de mano de obra había disminuido constantemente durante esos años, llegando a ser para la época de Sanz de 2900 personas sobre un número teórico de 4101 migrantes, y estos solo estaban disponibles para los encomenderos tradicionales.
Sanz estudió la situación con la ayuda de mineros y del doctor Pedro Vicente Cañete, quien había sido consejero del primer intendente de Potosí. El objetivo era definir rápidamente una política tendiente a la modernización de la estructura minera potosina favoreciendo a los arrendatarios, reformar y revitalizar el sistema de mita y asegurar la adopción de mejoras en la técnica.
Una misión técnica encabezada por el barón Nordenflicht fue enviada a Potosí y al Perú, con objeto de mejorar las técnicas de amalgamación de minerales y aumentar la producción con menor mano de obra, particularmente la plata de Potosí. La misión científica llegó a Potosí en enero de 1789.
Las recomendaciones de Nordenflicht y su equipo hicieron hincapié en, además de las maquinarias de molienda usadas hasta entonces en los ingenios, incorporar hornos para calcinar el material y barriles giratorios en los que la incorporación del mercurio al mineral se vería favorecida y acelerada por el calor.
El método prometía un aumento del 200% en el rendimiento, una baja de 7/8 en el consumo de mercurio y del 50% de sal, y del tiempo de procesamiento que pasaría de cuatro semanas a solo 24 horas.
Con esos números en mano, Sanz obtuvo el apoyo inicial de la mayoría de los azogueros arrendatarios para un plan de reforma que presentó en julio de 1790 cuyos puntos principales incluían modificar la tasa impuesta por los dueños a los arrendatarios fijando un valor máximo respecto del valor estimado de producción, obligar a los dueños a dar prioridad al anterior arrendatario al arrendar por nuevos períodos sus ingenios para favorecer programas de inversión, efectuar un nuevo repartimiento de la mita aumentando significativamente la migración anual de 4101 migrantes teóricos (2900 reales) a 8000 (175%) y redistribuyendo los trabajadores forzados, permitiendo su asignación también a los ingenios, encarar la construcción de dos nuevos socavones que permitieran desagotar las vetas inundadas y dieran acceso a abrir nuevas vetas vírgenes y promover la generalización del método de Von Born (el recomendado por Nordenflicht) con el respaldo crediticio de la corona española.
El programa de Sanz fue traducido por Cañete en un extenso proyecto legislativo, el "código Carolino", limitaba la libertad de los dueños de ingenios al imponer una tasa máxima a los arrendamientos y el aumento del número de mitayos para posibilitar su concesión a más unidades de producción.
Mientras que el apoyo principal vino del gremio de azogueros la principal oposición fue de los propietarios de los ingenios quienes denunciaron a la corona "el prurito de mirar con predilección a los arrendatarios y a los nuevos dueños de ingenios que no tienen Mita, con perjuicio de los beneméritos y antiguos propietarios".
Sanz consideraba que su modelo finalmente beneficiaría también a los rentistas. Como ejemplo, el ingenio de Laguacayo era arrendado por sus dueños, algunos de los más acérrimos opostitores al Código, en 6240 pesos anuales. La aplicación de una renta máxima del 9% bajaría su ingreso a 4140, pero como ese índice se aplicaba al valor del ingenio y este estaba en directa proporción a los mitayos empleados, al aumentar la asignación de mita el valor del ingenio aumentaba y el 9% subía la renta a un valor que estimaba en 7290 pesos, superior al vigente.
No obstante los propietarios no aceptaron razones para innovar. Una junta de arrendatarios efectuada el 5 de noviembre de 1794 descalificó su actitud declarando que "hay muchos que jamás han tocado ni conocido el ejercicio porque desde que nacieron vivieron de arrendamientos, esto es, si es permitido decirlo, del trabajo y sudor ajeno".
Pero en la oposición al proyecto los intereses de los dueños de ingenios confluyeron con la prédica humanitaria de Victorián de Villava, fiscal de la Audiencia de Charcas y "Protector de Naturales".
Sanz sostuvo una seria y famosa disputa con Villava sobre el trabajo de las minas en Potosí. Villava sostenía que no era un servicio público, y que, en el caso de que lo fuera, no se podía forzar a los indígenas a efectuarlo, atacando directamente el sistema de mita.
Villava afirmaba que la mita había logrado prevalecer porque "la causa de los ricos siempre tiene muchos abogados y la de los infelices apenas procuradores".
Sanz sostenía por su parte que el trabajo de las minas era un servicio público y que el indio, aún para su propio bien, necesitaba de la fuerza. Aunque no legitimaba los procedimientos brutales, afirmaba que los indios "realmente no habían progresado desde los días de la conquista y no eran menos ociosos y estúpidos que antes. Admitida esa holgazanería, el servicio de la mita era útil y conveniente para los indios, pues los ponía en contacto con la sociedad civilizada y los hacía trabajar por un salario".
Pese a la oposición y hasta tanto se resolviera en la península, Sanz intentó continuar con un programa que pronto encontró dificultades prácticas serias. Los costos de fabricación de los mecanismos previstos fueron mucho más altos de los previstos por la inexperiencia de los artífices y, peor aún, pronto fue evidente que no podrían fabricarse por menos de 10000 pesos, lo que estaba fuera del alcance de la mayoría de los productores. Careciendo del crédito solicitado por Sanz, solo pudieron construirse cuatro fábricas.
El segundo inconveniente surgió del método en sí. Si bien el ahorro efectivo del azogue era de las 2/3 partes y el tiempo de proceso se redujo sensiblemente, el rendimiento no aumentó según lo previsto. La elevada inversión necesaria y los rendimientos sostenidos desalentaron a los azogueros pese a costos que se reducían al 50% y para 1791 solo quedaba en operación una de las cuatro construidas.
Finalmente en 1797 los funcionarios peninsulares rechazaron definitivamente el proyecto del Código Carolino.
Ese fracaso no afectó sin embargo su mandato. Como gobernador de Potosí estaba subordinado al virrey, y el marqués de Loreto aprovechó la oportunidad para entorpecer su labor pero su mandato pronto terminó y en 1789 fue reemplazado por el virrey Nicolás de Arredondo quien aprobó en repetidas ocasiones su comportamiento. En 1792 por recomendación de Arredondo, el monarca concedió a Sanz los honores de miembro del Consejo de Indias.
También tuvo conflictos con el clero. Los abusos que cometía el clero del Alto Perú en la percepción de primicias, oblaciones y limosnas dio lugar a que las autoridades civiles los motejaran de repartimientos forzosos y que en 1796 Sanz, impulsado también por la oposición del clero a su política para ampliar la mita en Chayanta, propuso diversos medios para abolirlos.
En mayo de 1797 sufrió un ataque que lo llevó al borde de la muerte. Sanz agradeció su salvación a dos sangrías practicadas oportunamente por sus médicos. Tras ser relevado interinamente para recuperar su salud en La Paz, regresó a Potosí y reasumió el mando.

### Los levantamientos revolucionarios de 1809
Francisco de Paula Sanz fue testigo y actor en la represión de la Revolución de Chuquisaca del 25 de mayo de 1809 y del movimiento que impulsó la Junta Tuitiva de La Paz en julio de ese año.
Su actuación se inició el 23 de mayo cuando ante la conmoción pública el presidente de Charcas o Chuquisaca, Ramón García de León y Pizarro, le ordenó movilizar sus tropas a Chuquisaca. El 25, García de León y Pizarro había caído y Sanz marchó con tropas sobre Chuquisaca en auxilio del presidente, mientras Álvarez de Arenales organizaba la defensa formando las milicias de Chuquisaca y Yamparáez con nueve compañías de infantería organizadas por los oficios de sus miembros. La Audiencia de Charcas ordenó a Paula Sanz que retrocediera con sus tropas y este obedeció. Enterado el virrey del Río de la Plata, Baltasar Hidalgo de Cisneros, aprobó las acciones de la Audiencia.
Al radicalizarse la situación, Sanz actuó con rapidez y decisión: resolvió desconocer el gobierno de la Audiencia de Charcas y preventivamente acuarteló al batallón de milicias al mando del coronel Indalecio González de Socasa y separó a los oficiales americanos del Batallón de Cívicos. Como los jefes del batallón de Azogeros se manifestaron a favor de lo sucedido en Chuquisaca, Sanz mandó también prender al coronel Pedro Antonio Ascarate y al teniente coronel Diego de Barrenechea. También hizo detener al alférez real Joaquín de la Quintana, al ensayador del Banco Salvador Matos, a cuatro hermanos de apellido Nogales y al escribano Toro entre otros ciudadanos.
Pidió también ayuda al virrey del Perú José Fernando de Abascal y Sousa y también al cacique aimara de Chayanta, Martín Herrera Chairari, famoso por su crueldad, pero Manuel Asencio Padilla con guerrilleros reclutados en Tomina y Chayanta, atacó a Chairari impidiendo que abasteciera con víveres y forraje a las tropas de Paula Sanz. Chairari fue degollado por aymaras que aprovecharon las circunstancias para liberarse de su yugo.
El 9 de julio Sanz recibió una comunicación del virrey ordenándole que reuniera una fuerza competente en Potosí para mantener el sosiego público y el respeto a las autoridades, ordenándole también que obedeciera a la audiencia en lo que esta no contrariara al gobierno superior.
Sin embargo, el 16 de julio estalló un movimiento más radicalizado en La Paz. El 20 de septiembre José Manuel de Goyeneche se puso en marcha hacia el Campamento de Zepita, mientras que Sanz movilizaba sus tropas hacia Chuquisaca y Cisneros enviaba un contingente desde Buenos Aires de casi un millar de soldados al mando del nuevo presidente de la Audiencia de Charcas general Vicente Nieto y del subinspector general Bernardo Lecocq.
Pese a no integrar su jurisdicción, Abascal, temeroso de que el movimiento revolucionario que alcanzaba sus fronteras se propagase a las provincias de Puno, Arequipa y Cuzco, donde aún se recordaba el levantamiento de Túpac Amaru II, resolvió no esperar una definición de Buenos Aires e iniciar de inmediato el levantamiento de un ejército y la represión de la rebelión. A ese efecto nombró al presidente de la Real Audiencia del Cuzco, José Manuel de Goyeneche como general en jefe del ejército expedicionario, ordenando al coronel Juan Ramírez, gobernador de Puno, que se pusiese a sus órdenes con las tropas de su mando, disponiendo otro tanto respecto de las de Arequipa. Mientras disponía la movilización, para cubrir las formalidades de lo que era en los hechos la invasión de otra jurisdicción sin atribuciones algunas, ordenaba a Goyeneche ofrecer sus tropas al nuevo virrey del Río de la Plata Baltasar Hidalgo de Cisneros, quien las aceptó el 21 de septiembre.
Sanz pasó a segundo término en los sucesos posteriores que condujeron al renunciamiento de la Audiencia de Charcas, la violenta caída de la Junta Tuitiva y la posterior represión brutal de los revolucionarios que encabezó Goyeneche, tanto Nieto como Sanz les dieron apoyo y consenso, quedaron ligados a los hechos y sufrieron pronto sus consecuencias.

### La Revolución de Mayo

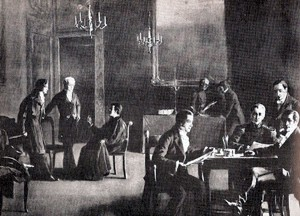
Primera Junta.

Al conocerse las noticias de la represión en Buenos Aires la reacción fue profundamente negativa:

"tanto el virrey Cisneros como Nieto han procedido incautamente dejando aquellas posesiones a los amaños de Goyeneche y Abascal, faltando al celo que debía animarlos por la invasión de su autoridad y las sospechas que ya se habían comprobado de la bellaquería del primero; luego mediados de marzo ya fue una verdad su criminal y dementada pacificación a sangre con proceso y sentencia de enero 29 a febrero 10, 1810, que sólo un malvado podía parodiar, y todo fue aprobado por el virrey Cisneros; como una violación bárbara e inmotivada...conmueve todas las conciencias"
Domingo Matheu, Autobiografía, inciso 129, en Biblioteca de Mayo, página 2286/7.

Manuel Moreno afirmó en igual sentido que:

"Semejantes actos de barbarie hicieron odiosa la autoridad de Cisneros y no tardaron en convertir en desprecio la frialdad de los habitantes con respecto a un jefe sin apoyo. Los eventos desgraciados de la metrópoli vinieron a precipitar la conclusión de la escena". En efecto, al conocerse la caída de Sevilla y la disolución de la Junta Central, en Cabildo abierto del 22 de mayo se suspendió a Cisneros y tras una junta presidida por el antiguo virrey de corta duración, se formó una nueva junta, la primera presidida por un americano.

El éxito de la Revolución de Mayo, la destitución del virrey Cisneros y el nombramiento de la Primera Junta el 25 de mayo de 1810 en la capital del Virreinato del Río de la Plata fueron sucesos que llegaron por correo a Chuquisaca el 23 de junio. Inmediatamente Nieto y Sanz se pusieron a las órdenes del virrey del Perú, calificaron a Buenos Aires de insurgente y pidieron auxilios. El 26 por la mañana se desarmaron las tropas de los cuerpos de patricios y arribeños de Buenos Aires y sus tropas fueron "quintadas", esto es, se sorteó uno de cada cinco y a los que les cupo el número, entre cincuenta a sesenta hombres, fueron remitidos con esposas en las manos y caminando a Potosí, donde Sanz los envió al trabajo de socavón de las minas del cerro de Potosí, muriendo más de una tercera parte en menos de tres meses.
Con sus tropas y cuatro compañías de Potosí al mando del coronel González Socasa, Nieto se dirigió a Santiago de Cotagaita, punto que fortificó en espera de refuerzos para continuar sus operaciones hacia

"Santa Fe, que ha de ser una de mis principales miras"

para seguir luego a Buenos Aires

"para que entre en sus deberes, sin olvidar el castigo a los autores de tantos males: tengo en mi poder varios oficios de la revolucionaria Junta a los que no he dado el uso que correspondía, porque espero tener la satisfacción de hacérselos comer en iguales proporciones a los sucios y viles insurgentes que me los han remitido..."

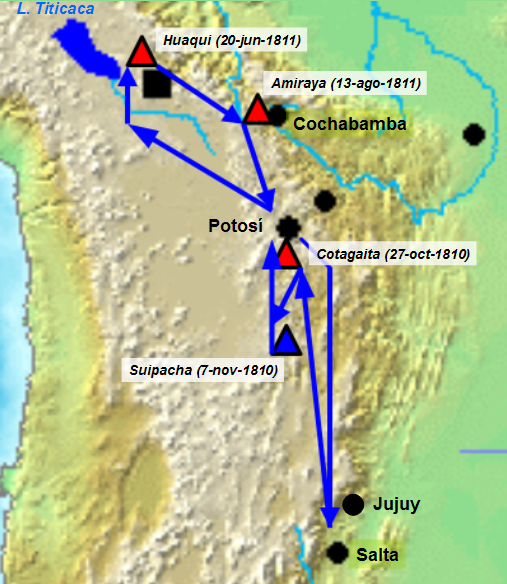
Primera campaña al Alto Perú (1810-1811).

Mientras, el Ejército del Norte o Ejército del Perú, avanzaba con rapidez en su "Primera expedición auxiliadora al Alto Perú". Al conocerse el avance de los patriotas americanos empezaron a estallar nuevos movimientos que adherían a la Junta de Buenos Aires. El 14 de septiembre de 1810 se produjo la revolución de Cochabamba, el 24 de septiembre se formó junta en la ciudad de Santa Cruz de la Sierra, el 6 de octubre se pronunció también Oruro y el 14 de octubre tras la victoria rebelde en la Batalla de Aroma se cerraba el cerco en la retaguardia realista.
Tras un traspié inicial frente a las posiciones fortificadas realistas en el Combate de Cotagaita, el 7 de noviembre de 1810 las fuerzas patriotas obtuvieron su primera victoria en la batalla de Suipacha. Al llegarle la noticia de la derrota, Nieto destruyó las fortificaciones en Cotagaita y con el párroco de Tupiza y algunos oficiales intentó huir pero fue capturado en Lípez. Una partida salió en búsqueda del prisionero, formada por soldados de las compañías de patricios que Nieto había mandado a trabajar en el socavón de Potosí cuatro meses antes.

### Su fusilamiento

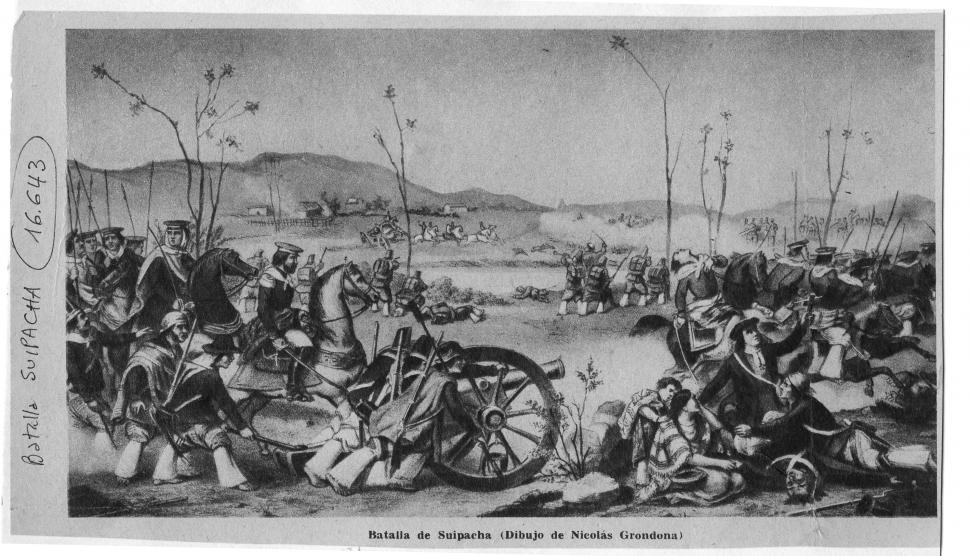
Batalla de Suipacha.

Sanz demoró su salida de Potosí. El 10 de noviembre llegó a la ciudad un oficio del vocal de la Junta de Buenos Aires Juan José Castelli anunciando su inminente arribo y ordenando al cabildo el apresamiento del gobernador. La noticia cundió rápidamente en Potosí y el pueblo amotinado pidió cabildo abierto. El patriota Manuel Molina aprisionó al gobernador Sanz en pleno cabildo y lo condujo preso a su domicilio.
Vicente Nieto, José de Córdoba y Rojas y el mismo Francisco de Paula Sanz quedaron detenidos en la Casa de la Moneda de Potosí durante un mes. Días después llegó a Potosí Castelli. Juzgados en el Cuartel general de Potosí, el 14 de diciembre de 1810 se condenó

"a los referidos Sanz, Nieto y Córdoba, como reos de alta traición, usurpación y perturbación pública hasta con violencia y mano armada, a sufrir la pena de muerte".

El 15 de diciembre de 1810, a las 10 de la mañana, fueron puestos de rodillas en el atrio de la Iglesia Matriz frente a la Plaza Mayor y fusilados. Sanz recibió una segunda descarga al dar señales de vida.
Por algunas horas su cadáver permaneció junto a los otros expuesto a la vista del público hasta que fue reclamado por las Monjas del Convento de Santa Teresa, las que le dieron sepultura en el templo del Convento.
Pese a los antecedentes, la ejecución no fue bien vista por muchos que les restaban responsabilidad y la centraban en Goyeneche:

"Nada podía justificar ni paliar tan atroz atentado, como el de la muerte a sangre fría de dos ancianos, uno de ellos (Sanz) muy ilustre y generalmente respetado; el otro (Nieto) que no había provocado por ningún hecho tan sangrienta venganza, y el señor Córdoba, personaje de alto rango por su familia en la península, que tampoco se había hecho acreedor por ningún rasgo de conducta a tan acerba suerte".

Castelli hizo publicar un bando el 9 de enero de 1811 por el cual se declaraban perdidos sus empleos, grados, honores y bienes.
Las tropas realistas retomarían la ciudad de Potosí a finales de agosto de 1811, tras su victoria en la batalla de Sipe Sipe.

## Controversias históricas
Francisco de Paula Sanz fue condenado por la historiografía durante mucho tiempo, en razón de la cruel represión de los movimientos juntistas de 1809 en el territorio de Charcas (Alto Perú), así como por su oposición al movimiento juntista de 1810 en Buenos Aires y por su política indígena. Esa condena, virulenta en autores como Vicente Fidel López, era mesurada en otros que valoraban fundamentalmente su labor administrativa, entre ellos el deán Gregorio Funes quien decía que Sanz:

"unía a una alma amable el talento de la insinuación; político y popular a un mismo tiempo, daba realce a sus virtudes sociales con un interés ilimitado y una beneficencia universal con que se erigió tronos en los corazones de todos".

El descubrimiento del original de su Diario por el padre jesuita Guillermo Furlong, hoy en el Archivo General de la Nación (Argentina), hizo que se reconociera sus iniciativas progresistas. Luis María Torres opinaba que Sanz era:

"uno de los hombres que más y mejor han vinculado su nombre con el progreso de la ciudad de Buenos Aires"

y Furlong reivindicó su memoria considerándolo:

"un hombre probo, justo y benéfico" ... "uno de los hombres más extraordinarios que ha morado en estas tierras por sus virtudes privadas, por su altruismo y generosidad, por sus iniciativas culturales y por su fidelidad al Rey".

Su altruismo y generosidad, así como su extrema capacidad administrativa, son generalmente aceptadas, y aún su probidad, si se dejan de lado las acusaciones de connivencia con el contrabando. Respecto de su "fidelidad al Rey" (aún si esto fuera un mérito en sí frente a la fidelidad a las ideas, el honor, la justicia o los intereses de la tierra que gobernaba) en la época que vivió, la suya debería considerarse más bien como fidelidad al statu quo y consiguientemente de decidido apoyo a la cruel represión de los movimientos juntistas que surgieron en América a partir de la revolución de Chuquisaca, de manera similar a los que se formaron en la península, ante la invasión napoleónica. Al morir, Sanz no podía saber que los fidelistas perderían una guerra de veinte años en territorio de Charcas y que muchos de ellos acabarían tomando la ruta de la independencia.
Su carrera administrativa y su sagacidad política fueron brillantes hasta su polémica con el Fiscal de Charcas, Victorián de Villava. Sin embargo, la complejidad de la situación económica de Potosí, la dificultad de justificar el trabajo forzado indígena y la rapidez con la que se desencadenó la rebelión juntista a partir de la revolución de Chuquisaca cercaron a Sanz. Su actitud represiva y cruel con los rebeldes juntistas significó su fin. Mariano Moreno y Juan José Castelli, dos discípulos de Victorian de Villava, doctores de Charcas, lo condenaron a muerte precisamente cuando el movimiento juntista tomaba posesión de Potosí.